# LA 2017
LA 2017 ist eine Episode aus der US-amerikanischen Fernsehserie The Name of the Game.
Es ist die sechzehnte Folge der dritten Staffel. Sie wurde erstmals am 15. Januar 1971 auf NBC ausgestrahlt.

## Handlung
Der Verleger Glenn Howard fährt mit dem Auto über eine Landstraße durch die Berge und spricht ein Memo für den US-Präsidenten über eine ökologische Konferenz in Sierra Pines in sein Diktiergerät. Als er dabei die Lüftung einschaltet, verliert er allmählich das Bewusstsein und kommt von der Straße ab. Ein Rettungsteam mit Sauerstoffmasken findet ihn, klopft an seine Fensterscheibe und er erlangt wieder stückweise das Bewusstsein. Sie tragen ihn darauf in ihren Rettungswagen. Im Wagen verabreichen sie ihm Sauerstoff. Als er wieder zu sich kommt, fragt er einen der Sanitäter, wo er sei, er antwortet, dass sie sich in Los Angeles befinden, während sie an einem Autowrack mit zwei mumifizierten Leichen vorbeifahren und in einen Tunnel mit der Aufschrift Los Angeles East Portal hineinfahren.
In einem unterirdischen Tunnelkomplex angekommen, wird er auf einer Trage in einen Operationsraum zu Ärzten weitertransportiert und untersucht, während einer der Sanitäter seine Habseligkeiten mitnimmt. Er scheint bis auf Atemprobleme unversehrt und bekommt keimtötende Medikamente und Sauerstoff verabreicht. Ein Beamter taucht auf und weist die Ärzte an, ihm ihn zu überstellen, worauf er betäubt wird. In dessen Büro angekommen, erhält er ein Gegenmittel und erwacht. Der Beamte konfrontiert ihn mit seinem Memo an den Präsidenten und dass er mit einem beinahe 50 Jahre altem Wagen und einem Führerschein von 1971 von Sensoren erfasst und von einem Rettungsteam halbtot aufgefunden wurde. Ob er nicht wüsste, dass die Außenluft tödlich giftig wäre, was ihm nicht bekannt ist. Howard erfährt außerdem von ihm, dass die Stadt Los Angeles 1989 in den Untergrund verlegt wurde. Howard entgegnet, dass es das Jahr 1971 ist, worauf der Beamte ihm sagt, dass es in Wirklichkeit 2017 ist.
Der Beamte stellt sich als Cameron von der Polizeibehörde vor. Als Cameron ihm sein Diplom zeigt, steht darauf zu seiner Überraschung Psychiater. Cameron sagt ihm, dass die Psychiater die Polizei sind. Howard fällt seine Dienstwaffe auf, ein Luftdruck-Waffenzylinder, der aus 25 Fuß einen giftigen Medizincocktail verschießen kann. Howard fragt Cameron, ob das alles ein schlechter Scherz sei, worauf er ihm entgegnet, dass sie ihn möglicherweise für einen Spion von außerhalb halten, der versuchte in die abgeschottete Stadt zu kommen. Der „Polizist“ gibt im zu verstehen, dass er alles über elektronische Verhörmethoden aus ihm herausbekommen würde, er aber davon absieht, da er ihm sympathisch ist. Als Howard fragt, ob er endlich gehen kann, fällt ihm eine Gruppe Psychiater über ihnen auf, die das Gespräch mitgehört haben. Cameron sagt ihnen, dass er entweder an einer schizoide Persönlichkeitsstörung leidet, oder womöglich doch die Wahrheit sagt.
Darauf bekommt Cameron einen Anruf vom Büro des Vizepräsidenten Dane Bigelow, welcher Howard sofort sprechen will. Howard fragt Cameron, ob es sich dabei um den Präsidenten der Vereinigten Staaten handelt, worauf er ihm antwortet, dass es einer von ihnen ist und dieser für Los Angeles zuständig ist. Er wird vom Vizepräsidenten freundlich begrüßt und darüber aufgeklärt, dass sie ihm glauben, da alle noch vorhandenen Daten und biometrischen Tests mit ihm übereinstimmen und er 1971 als vermisst gemeldet wurde. Die Wissenschaftler wissen nicht genau, wie sein Erscheinen zu erklären ist, vermuten jedoch einen Zeitsprung (Time Warp). Sie wissen auch nicht, wie man ihn in seine Zeit zurückschicken kann. Bigelow bietet ihm wie allen Anderen das Du an, da es in der Zukunft als freundlicher wahrgenommen wird.
Howard fragt ihn, was seit seinem Verschwinden mit der Welt geschehen ist, ob es einen Atomkrieg gab. Der Vizepräsident verneint und erklärt ihm, dass das Desaster mit Problemen im Indischen Ozean im Golf von Bengalen anfing. Gelbgraue Schleimalgen breiteten sich über zehntausende Quadratmeilen aus. Als sie abstarben, trug der Wind den Gestank Richtung Land. Diese Ausdünstungen waren hochgiftig und es starben tausende Menschen in Delhi. Wissenschaftler glaubten, dass sie mittels Chemikalien aus Sprühflugzeugen der Lage Herr würden, jedoch vergeblich. Im Meer bildeten sich noch größere und giftigere solcher Gebiete. Die Regierungen gingen immer noch davon aus, dass sie die Lage wieder in den Griff bekommen würden. Am Ende der 1970er Jahre kamen sie zu der Erkenntnis, dass sie nichts auszurichten vermochten. So wurden unterirdische Schutzräume gebaut. Die meisten Leute spotteten immer noch über diese „Luftschutzkeller“. 1982 hatte die Sauerstoffproduktion der Wasserpflanzen der Meere um 10 % nachgelassen. Milliarden Tonnen abgestorbener Algen trieben umher und verseuchten das Wetter. Es wurden darauf 50 Millionen US-Dollar aufgewendet, um die Algen zu vernichten, was jedoch nur weitere tödliche Verbindungen in die Biosphäre brachte. Die Umwelt begann, langsam aber stetig abzusterben.
Das einzige, was die Menschheit noch tun konnte, war ein paar unterirdische Lebensräume mit Lebenserhaltungssystemen zu errichten. Manche Menschen glaubten immer noch, dass das, was passiert ist, aufhören würde. Jedoch konnten die Wissenschaft und die Regierungen nichts ausrichten, während alle anderen starben. Es folgten Hungersnöte, Epidemien, neuartige tödliche Viruskrankheiten und Keime. Eines Tages wurde das Wetter schlagartig tödlich. Es fiel von beiden Küsten über die USA herein. Es gab keine Evakuierung der Bevölkerung, da niemand darauf vorbereitet war. Nur einige Mitglieder der Behörden fanden Schutz in den neuen unterirdischen Städten. Niemand weiß genau, wie viele Menschen überlebt haben. Schätzungen gehen von drei Millionen aus, wovon ein Drittel in den USA leben. In Los Angeles leben 11.000 Menschen, damals schafften es weniger als 8.000 Überlebende in den Untergrund. Man passte sich notgedrungen an das Leben dort unten an. Die Regierung kollabierte und die USA wird seitdem wie ein faschistisches Unternehmen mit einer Reihe von Vizepräsidenten mit maximaler Effizienz geführt. Diese neue Regierungsform nennt sich Aktionärs-Demokratie (Shareholder Democracy).
Nach dem Gespräch erscheint im Büro per Hologramm-Anruf der Vorsitzende „Walt“, aus der neuen unterirdischen Hauptstadt Detroit. Dieser erklärt Howard, dass er aufgrund seines Erscheinens zur höchsten Priorität von wissenschaftlichen Studien erhoben wurde. Howard erfährt außerdem von ihm, dass sich die USA in einem Krieg mit England befindet und der Kriegsverlauf zurzeit schlecht läuft. Der Vorsitzende stellt ihm in Aussicht, Teil der Regierung, bzw. des „Managements“ zu werden. Die Sekretärin Sandrelle soll Howard darauf in seine neue Wohnung geleiten. Auf dem Weg dorthin, werden sie Zeuge wie ein Flüchtiger von der „Polizei“ verfolgt und angeschossen wird. Howard fragt sie, was er denn verbrochen habe, sie meint wie selbstverständlich, dass wenn die Polizei ihn jagt, er ein Verbrecher sein muss. In seiner luxuriösen VIP-Wohnung angekommen, führt ihm Sandrelle alle Funktionen vor. Als er sie bittet zu gehen, um seine Privatsphäre zu haben, erklärt sie ihm, dass es so etwas nicht mehr gibt und die Wohnung vom „Management“ videoüberwacht wird. Sie schmeißt sich an ihn ran und will mit ihm schlafen, was er ablehnt, auch weil er überwacht wird. Stattdessen fragt er sie über die Stadt aus und erfährt, dass sie noch Glück haben, in solch luxuriösen Unterkünften zu leben. Als sie beobachtet werden, sieht man die Überwachungszentrale, wo einer von den Überwachern ein Gerücht über einen Schwarzen in Cleveland gehört habe. Sein Kollege entgegnet ihm, dass er darauf nichts geben soll, da die schwarze Bevölkerung beim oberirdischen Brand 1986 ausgestorben sei. Dies wirft ein düsteres Licht darauf, warum nur weiße Menschen in den unterirdischen Städten leben.
Um die Zeit bis zum Termin beim Vizepräsidenten totzuschlagen, besuchen sie eine „Kapelle“. Ein computerisierter Ort in Gestalt einer Kapelle, in der man sein Schicksal befragen kann. Darauf beim Vizepräsidenten zuhause angekommen, stellt dieser ihm seine Familie vor und zeigt ihm seine Wohnung. Er ließ seine alte Wohnungseinrichtung vor der Katastrophe Stück für Stück in den Untergrund bringen und verfügt sogar über einen künstlichen Ausblick. Anstatt Alkohol ist Milch ein besonderes Getränk der Oberschicht geworden, da man vergaß, Kühe mit hinunter zu bringen, so dass der Vizepräsident und einige seiner reichen Freunde sich zusammenschlossen und Rinder aus Dallas in einem versiegelten LKW importierten. Vitamine und Nährstoffe sind für die normale Bevölkerung lediglich als Kapseln verfügbar. Bigelow bietet Howard die Stellung eines Vizepräsidenten an. Er kann seine aufgezeichneten Publikationen neu veröffentlichen. Howard kritisiert jedoch, dass es eine „Gedankenpolizei“ gibt, sie einen Polizeistaat erschaffen hätten und ihn als freie Presse nicht einfach so unkontrolliert arbeiten lassen würden. Bigelow rechtfertigt es damit, dass die Bevölkerung von Los Angeles ums Überleben kämpft und strengere Maßnahmen erlassen wurden.
Als die Überlebenden 30 Jahre zuvor in den sicheren Untergrund gingen, dauerte es Jahre, bevor sie effektiv arbeiten und leben konnten. Die seelischen Narben würden auch heute noch viele tragen, von Menschen die sentimentale Erinnerungen an die Oberfläche haben. Er wäre mittels seiner Magazine dafür da, Werte zu schaffen und die Bevölkerung mittleren Alters geistig an das Leben unter Tage anzupassen, damit sie ihr Schicksal endgültig akzeptiert. Man will eine „perfekte Gesellschaft“ aufbauen. Er lässt es sich durch den Kopf gehen und will sich mit Sandrelle die Stadt ansehen. In einer Bar, in der sich alte Hippies treffen und Musik machen, können sie wegen des Lärmpegels ungestört vor den Überwachern reden. Sandrelle erzählt von sich, dass sie vor drei Monaten Bigelows Sekretärin wurde. Sie lernten sich über den „Begleitservice“ kennen und hatten eine Affäre. Sie bekam darauf die Stellung, eine gute Unterkunft und wurde sterilisiert, damit kein uneheliches Kind Bigelows Karriere schaden kann. Sie gibt ihm zu bedenken, dass er enormes Glück hat, eine solche Arbeit zu bekommen. Im letzten Jahr sind 500 Männer umgekommen, die bei Grabungen mitarbeiteten, um die Stadt zu vergrößern. Normale Arbeiter leben zudem mit bis zu sechs Personen in einer abgerissenen Unterkunft. Die meisten Teile der Stadt sind tot. Auch ist Ammoniak ist ein sehr ernstes Problem. In einigen Teilen der Stadt, ist die Luft nicht atembar. Sie verlassen die Bar und gehen zu ihm, um miteinander zu schlafen. Vorher verdecken sie jedoch die Überwachungskamera.
In einer Geburtsklinik erfährt Howard von einem Arzt, dass ein Computer die genetische Auswahl und die „Zucht“ neugeborener Kinder trifft. Schwache Kinder werden pränatal getötet, so dass nur die Gesunden bestehen. Beinahe 25 % der Bevölkerung ist es nicht gestattet sich fortzupflanzen. 50 % haben eine sehr eingeschränkte Partnerwahl. Eine Elternschaft gibt es nicht mehr, die Kinder werden von Pflegern aufgezogen und wissen nicht, wer ihre Eltern, bzw. Spender sind. Die Kinder wissen, dass sie speziell gezüchtet worden und kein Zufallsprodukt sind. Schätzungen der Regierung sagen, dass wenn nicht so bald die Luft und das Wasser auf der Erde verdorben wäre, deren Statistiken zeigen würden, dass sich in diesem Jahrhundert die Zahl der Geisteskranken, der Senilen, der Gestörten, der „genetisch Verdorbenen“ verdreifacht hätte und in weniger als 200 Jahren wäre nicht einer von zehn Amerikanern College-Student gewesen. Howard zweifelt an den offiziellen Zahlen und fragt den Arzt, ob die natürlich entstandenen Kinder des Vizepräsidenten auch College-Material wären. Er erkennt wieder einmal die Sonderrechte der Privilegierten.
Howard erstellte eine Liste mit alten Freunden und man fand einen Überlebenden; John Bergman, in Zwangsjacke, unter ruhigstellenden Drogen in einer Art Geistesanstalt der „Polizei“. Er war der weltweit führende Biochemiker und ebenfalls seinerzeit auf der Sierra-Pine-Konferenz. Er möchte von ihm erfahren, was damals bei der Umweltkatastrophe passiert ist. Dieser wiederholt die letzte Rede des damaligen Präsidenten vor 25 Jahren, dass die Maßnahmen gegen die Umweltverschmutzung nicht erfolgreich waren, die Nahrungskette verseucht ist und aus Not alles Leben in den Ozeanen als Nahrung freigegeben wurde. Er erzählt ihm von einem tödlichen, resistenten Virus und Hepatitisfällen in der Gegend um den Mississippi. Tausende starben im Süden der USA. Dann kam saurer Regen hinzu. Als darauf die sauerstoffproduzierenden Wasserpflanzen abstarben, sonderten sie Gift ab, was über die Meere in die Luft und so ans Land gelangte. Durch den Überlebenskampf eskalierte die Gewalt und so fand Bergman seine Familie zuhause ermordet vor.
Als Howard entdeckt, dass die Konzerne immer noch Schadstoffe aus Fabriken in die Luft emittieren und die Atmosphäre weiter zerstören und sie die einfachen Leute trotz Protesten nicht an der Macht teilhaben lassen wollen, will er den Posten erst recht nicht. Als Bigelow dem Vorstandsvorsitzenden Walt sagt, dass Howard nicht mitmachen werde, sieht sein Schicksal genauso aus wie das von seinem Freund John Bergman. Die zu ihm haltende Sandrelle wird zum Schweigen gebracht und bestraft, als sie Akten in ein Büro bringen soll, wohlwissend, dass dort von Untergrund-Rebellen ein Bombenattentat geplant ist und kommt dabei ums Leben. Einige Widerstandskämpfer entführen Howard an die Oberfläche. Sie wollen ihn für ihre Sache gewinnen und sich mit anderen an einem Ort auf einem Berggipfel anschließen, der nicht vollständig verseucht ist. Howard erfährt von Sandrelles Schicksal und gibt einem der Rebellen die Schuld, der entgegnet, dass sie nicht mit der Gewalt angefangen haben. Sie werden jedoch von Bigelow und seinen Männern verfolgt. Howard gelingt es während einer Verfolgungsjagd zu entkommen und flieht zu seinem Wagen, wo er wegen der giftigen Außenluft ohnmächtig wird.
Am Ende wacht Howard auf und stellt fest, dass alles nur ein Traum war. Er wurde in seinem Auto ohnmächtig, weil er austretendes Kohlenmonoxid aus den Lüftungsschlitzen des Armaturenbretts eingeatmet hatte. Ein Polizist hatte ihm gerade Sauerstoff verabreicht und nachdem er zu sich gekommen war, wurde er gefragt, ob er in Ordnung sei und fahren könne. Er bejaht dies und startet seinen Chrysler 300, der Abgase aus dem Auspuffrohr spuckt. Als er wegfährt und sich seine Notizen der ökologischen Konferenz vom Diktiergerät anhört („Es könnte der Anfang vom Ende der Welt, wie wir sie kennen, sein.“), sieht man einen toten Vogel der an einem Ast hängt, was auf eine unheilvolle Zukunft hinweist.

## Wissenswertes
- Die Regie führte der damals 24-jährige Steven Spielberg.
- Das Budget betrug 375.000 US-Dollar.
- Die Geschichte als Traum zu präsentieren, war die einzige Möglichkeit, Philip Wylies Science-Fiction-Geschichte in das Format von The Name of the Game einzupassen.
- Unter dem Titel Los Angeles: A.D. 2017 erschien 1971 von Philip Wylie eine Romanfassung, die auf seinem Drehbuch der Episode basiert. Ein Jahr später erschien mit Planet im Todeskampf (The End of the Dream) ein weiterer Endzeitroman von ihm mit einer sehr ähnlichen Umweltkatastrophe.
- Der 1973 erschienene Endzeitfilm … Jahr 2022 … die überleben wollen (Soylent Green) weist viele Parallelen auf.